# Julij Jur'evič Karasik
Julij Jur'evič Karasik (Cherson, 24 agosto 1923 – Mosca, 23 gennaio 2005) è stato un regista sovietico.

## Filmografia parziale

### Regista
- Ždite pisem (1960)
- Dikaja sobaka dingo (1962)
- Šestoe ijulja (1968)
- Il gabbiano (Čajka) (1972)